# Sulniac
Sulniac är en kommun i departementet Morbihan i regionen Bretagne i nordvästra Frankrike. Kommunen ligger i kantonen Elven som tillhör arrondissementet Vannes. År 2022 hade Sulniac 3 847 invånare.

## Befolkningsutveckling
Antalet invånare i kommunen Sulniac
| Referens: INSEE |